# Arja Juvonen
Arja Sinikka Juvonen (née le 8 décembre 1967 à commune rurale de Kuopio) est une femme politique et députée représentante du parti des Vrais Finlandais.

## Biographie
Aux élections législatives finlandaises de 2011, de 2015 et de 2019, Arja Juvonen est élue députée de  la Circonscription d'Uusimaa.